# Mohur

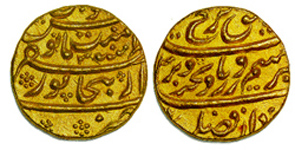
Mohur des Mogul-Herrschers Farrukh Siyar (1683–1719)

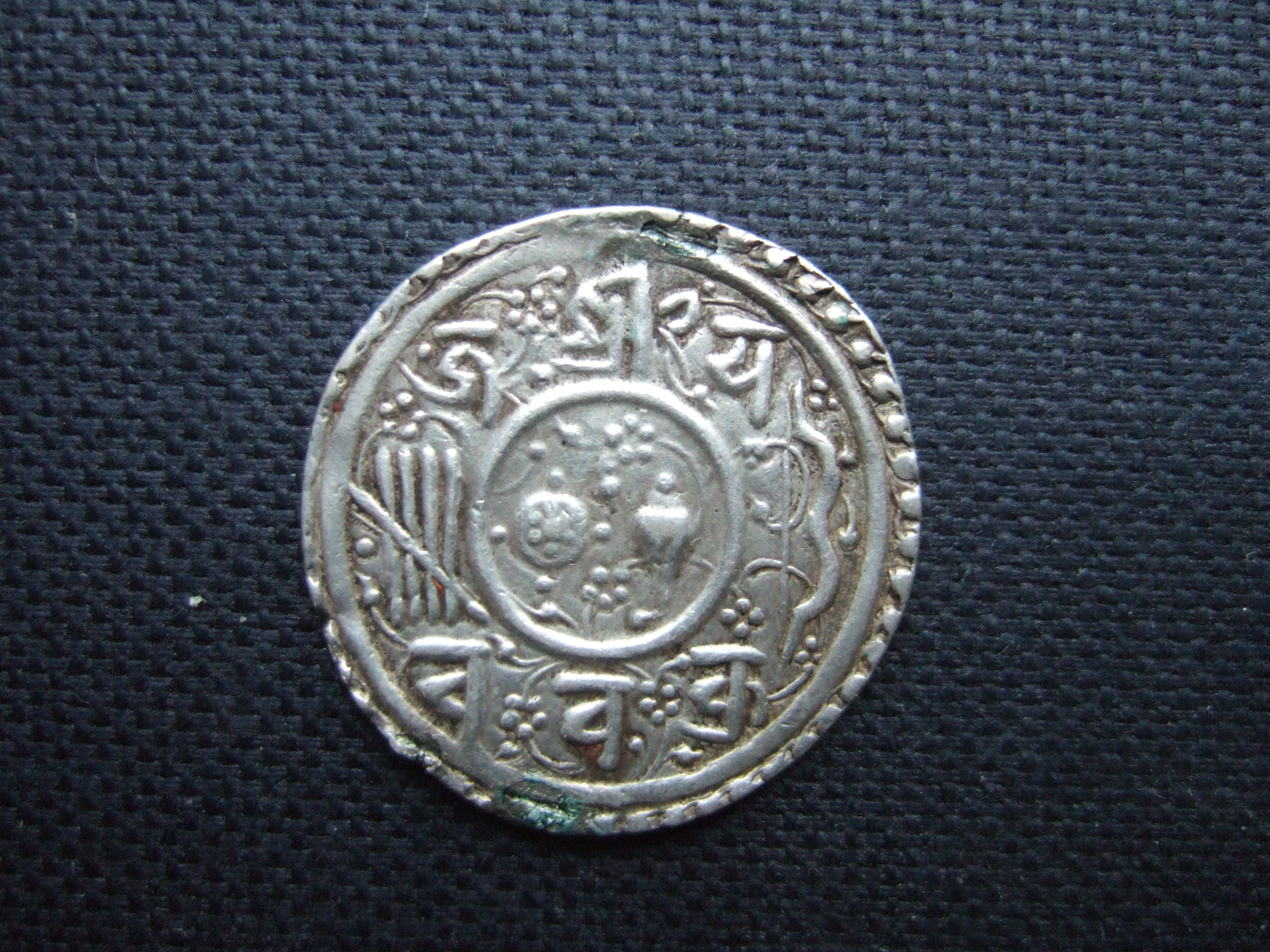
Nepalesischer Silbermohar des Mallakönigs Chakravartendra Malla von Kathmandu, datiert Nepal Sambhat 789 = AD 1669, Avers

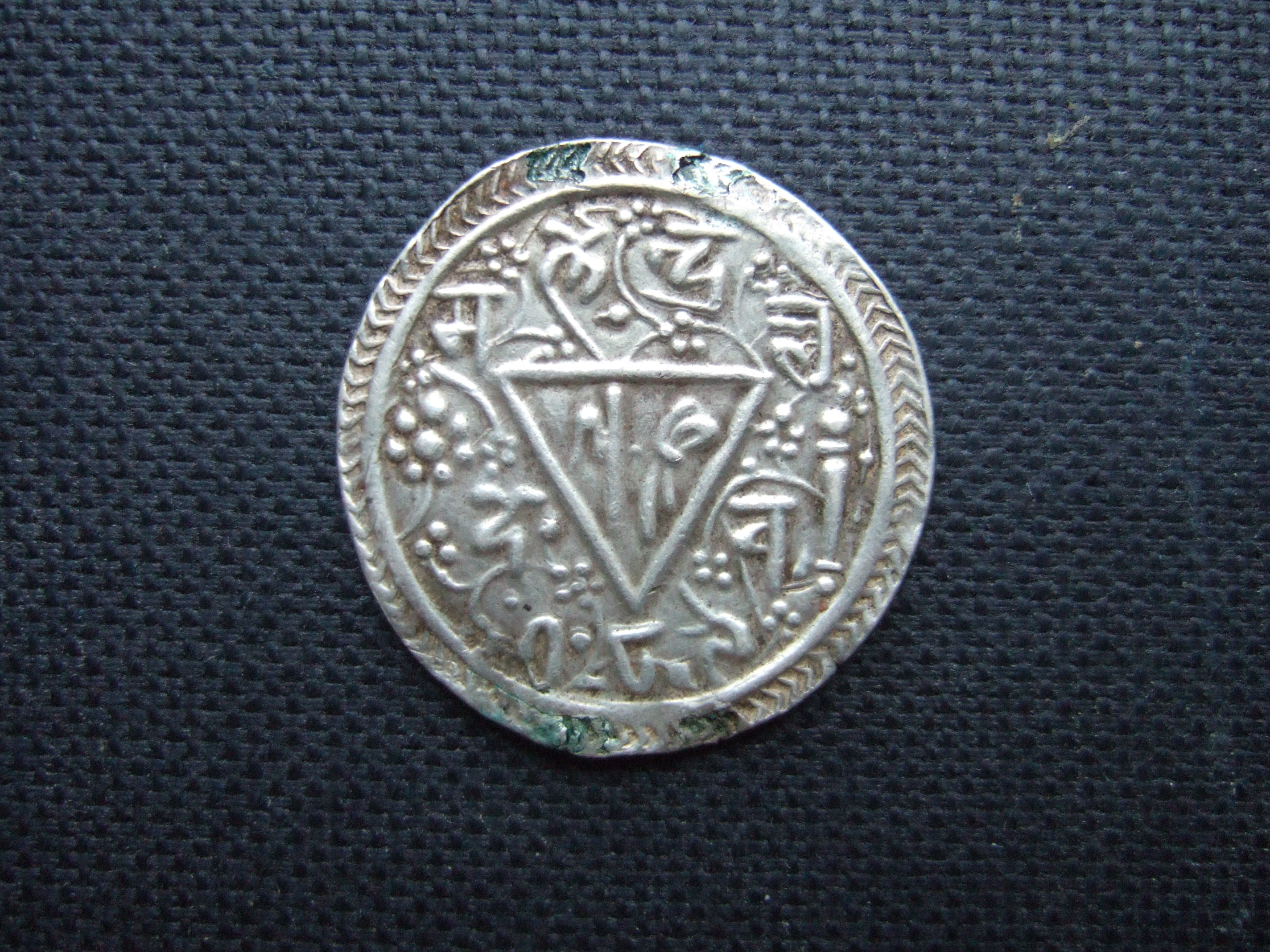
Nepalesischer Silbermohar des Mallakönigs Chakravartendra Malla von Kathmandu, datiert Nepal Sambhat 789 = AD 1669, Revers

Der Mohur (von persisch muhr „Siegel“, persisch موهر; nepalesisch मोहर Mohar) ist ursprünglich eine indische Goldmünze. Sie wurde 1562 unter Großmogul Akbar I. (1556–1605) eingeführt und bis ins 19. Jahrhundert geprägt. Auch andere indische Staaten übernahmen den Mohur. Auf Grund des schwankenden Feingewichts wurde er im Laufe der Zeit unterschiedlich bewertet. Seit der Regierungszeit Aurangzebs (1658–1707) entsprach ein Mohur 16 Silberrupien. Die Britische Ostindienkompanie legte seinen Wert 1834 auf 15 Rupien fest. Letztmals prägte Britisch-Indien 1891 einen Mohur mit einem Raugewicht von 11,664 Gramm und einem Feingewicht von 10,692 Gramm im Namen der Königin von Großbritannien und Irland und Kaiserin von Indien Victoria. Die letzte Ausgabe überhaupt erfolgte im rajputischen Fürstenstaat Jodhpur unter Hanwant Singh (1947–1952).
In Nepal lief der Mohar um, ab ca. 1640 zunächst nur als Silbermünze mit einem Gewicht von 5,64 Gramm, später auch als Goldmünze, bis er 1932 von der Nepalesischen Rupie (1 Rupie = 2 Mohar = 100 Paisa) abgelöst wurde.